# Une rébellion à Romans

Une rébellion à Romans est un film français réalisé par Philippe Venault et produit en 1981, inédit en salles et sorti en 1984 à la télévision.

## Synopsis
À la fin du XVIe siècle, un dénommé Paumier s'oppose au juge Guérin qui représente l'administration de la ville de Romans-sur-Isère.

## Fiche technique
- Réalisation : Philippe Venault
- Scénario : Philippe Venault
- Production : KR Prod
- Photographie : Anne Khripounoff
- Musique : Jean-Louis Haguenauer, Jean-Claude Malgoire
- Montage : Laurent Quaglio
- Durée : 96 min
- Dates de sortie : 27 juillet 1984 à la télévision

## Distribution
- Sami Frey : le juge Antoine Guérin
- Philippe Léotard : Jean Serve, dit 'Paulmier'
- Monique Chaumette : Catherine de Médicis
- Noëlle Chatelet : la narratrice
- Jean-Pierre Bagot : Laroche
- Philippe Lehembre : Laurent de Maugiron
- Michel Robin : un notable
- Philippe Moreau : Loyron